# Localizaciones en Erinsborough
Erinsborough es un escenario ficticio que aparece en la serie australiana Neighbours, la cual se estrenó en marzo de 1985. Erinsborough está a unos 18 km del centro de la ciudad de Melbourne. A menudo contrasta con los vecindarios y suburbios ficticios Eden Hills, West Waratah, Waratah Heights, Elliot Park y Anson's Corner. 
La serie se filma en Melbourne, Australia. Pin Oak Court en Vermont South, Victoria es utilizada para las grabaciones al aire libre y así representar la calle ficticia Ramsay. 

## Lugares dentro de Erinsborough

### Ramsay Street
Es un suburbio conformado por seis casas ubicado en Erinsborough, Melbourne. En la historia Ramsay Street es nombraba en honor a la prominente familia Ramsay; esta familia dejó la serie en el 2001 cuando su último miembro murió. Sin embargo en el 2009 los nietos de Max Ramsay se han mudado al suburbio donde viven otras familias.

### Lassiter's Hotel Complex

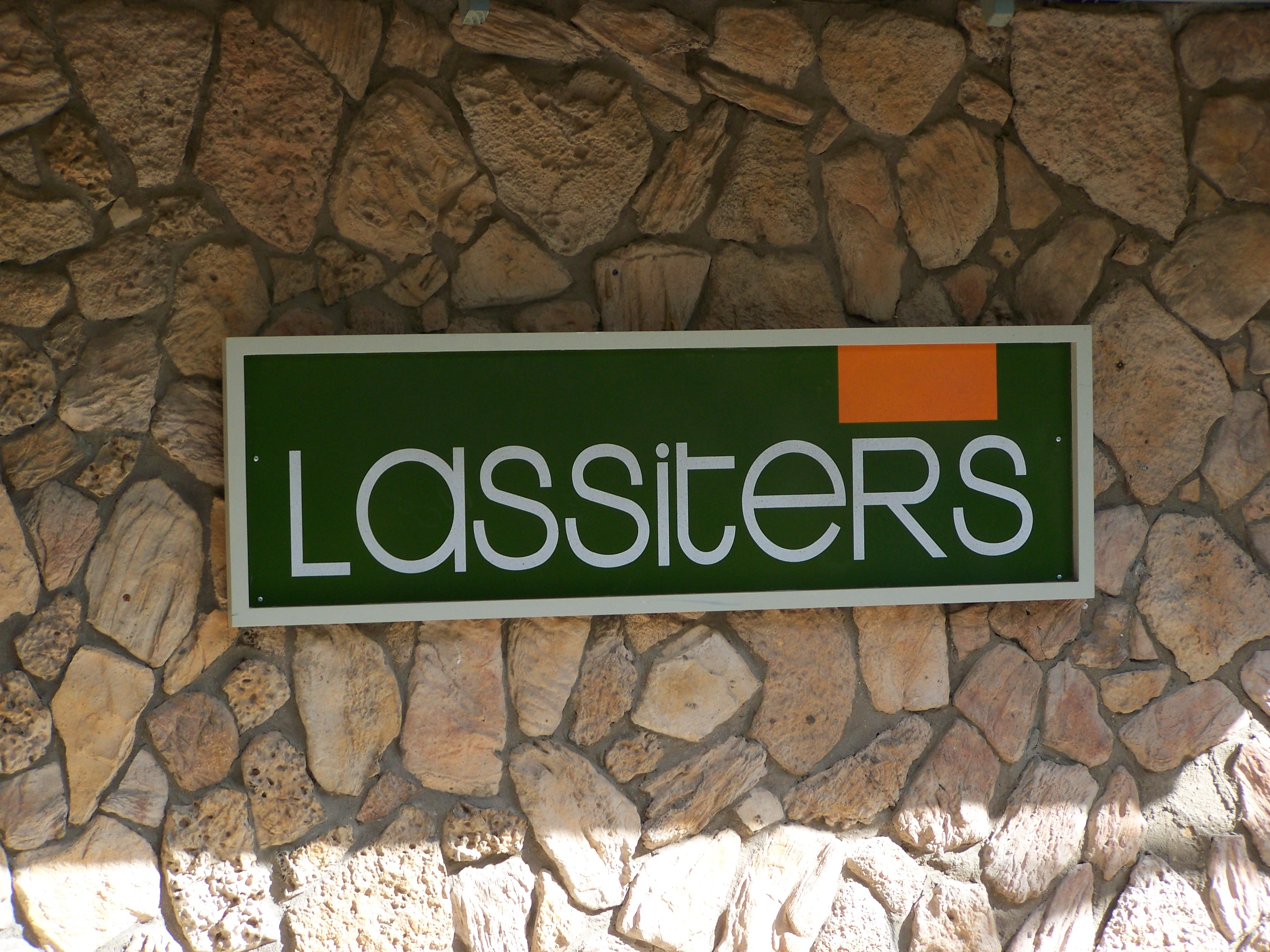
Entrada del hotel Lassiter

El Complejo Lassiter es el escenario más común de Neighbours, además de la calle Ramsay. 
Este complejo ha aparecido regularmente desde 1986, cuando la serie cambio de la cadena Seven Network a Network Ten, los productores decidieron convertir un viejo set que fue utilizado para la serie Holiday Island, en el nuevo complejo Lassiter, el cual incluye.: el Hotel Lassiter, la Tienda Harold, Charlie, el Rebecchi Legal, la Clínica Veterinaria, el Lago Lassiter y la zona de aire libre que ofrece asientos, buzones y acceso a los hoteles y negocios.
En el 2010 Erinsborough News, el principal periódico de Erinsborough se volvió parte del complejo Lassiter, algunos de los residentes que han trabajado ahí han sido Elle Robinson, Lyn Scully, Lucas Fitzgerald y Libby Kennedy. El dueño del lugar es Paul Robinson desde el 2008, Paul también es editor. Algunos de los columnistas y Reporteros son Karl y Susan Kennedy.

#### Lassiter's Hotel
Originalmente propiedad de Jack Lassiter. Rosemary Daniels y la corporación Daniels/Robinson, compraron la sucursal y tomaron control de toda la cadena de hoteles.

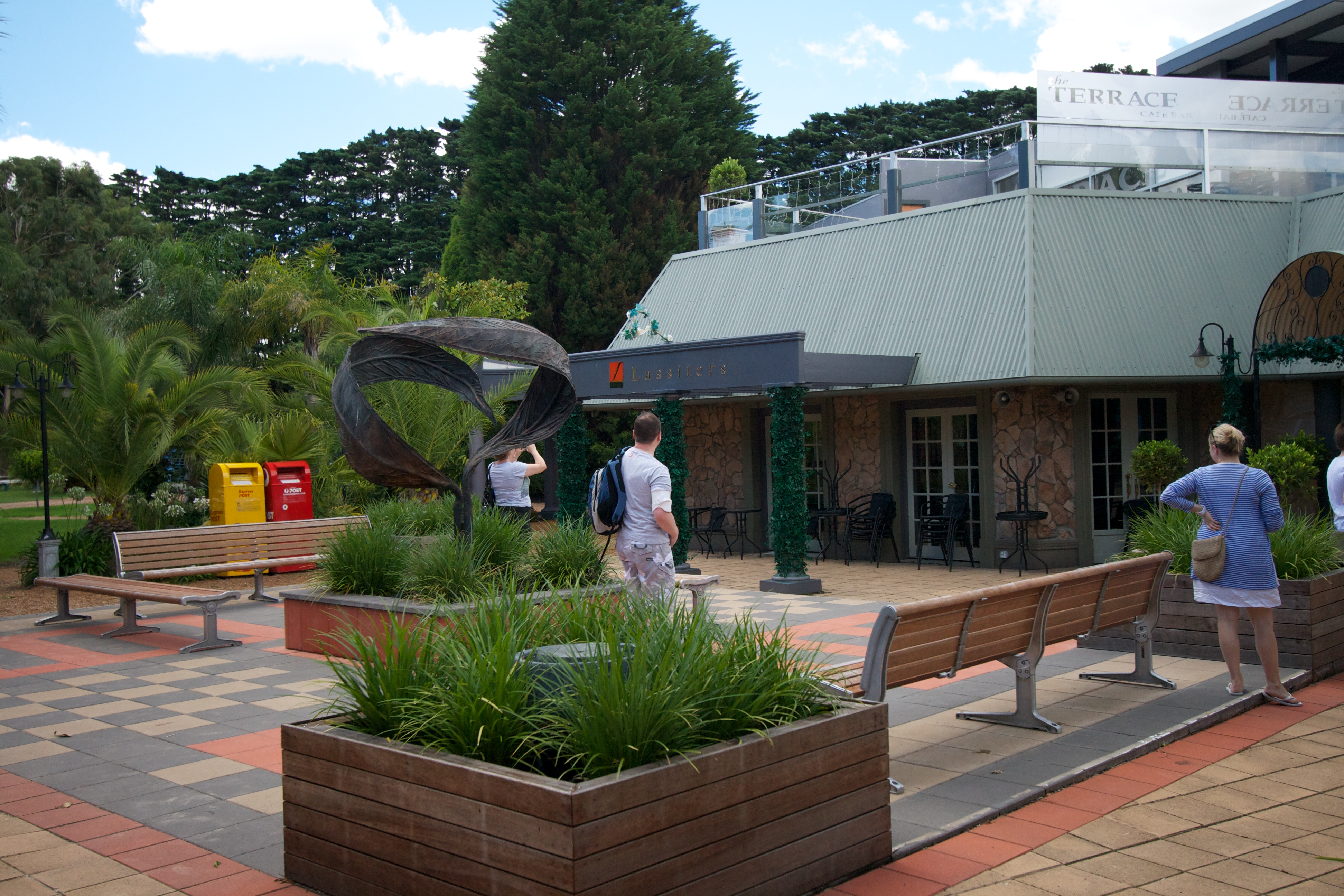
Parte exterior del hotel Lassiter

En el 2002 Lassiter fue vendida a las Industrias Lambert quienes fueron los propietarios de la compañía hasta que el complejo se destruyó en el 2004, entonces fue comprada de nuevo por Paul Robinson. Algunos empleados del hotel han sido Felicity Scully, Toadfish Rebecchi, Melanie Pearson, Christina Alessi y Taj Coppin. Otras sucursales de Lassiter se encuentran en Darwin, Londres, Montana y Nueva York. 
Dentro del hotel se encuentra una galería comercial, una tienda de libros, una farmacia, una boutique y una tienda de regalos, mientras que la cena se ofrece en los restaurantes del hotel. Para la comodidad de los huéspedes también cuenta con un gimnasio, spa, entre otras cosas. Sebastian Barnes fue dueño de Lassiter del 2007 al 2008, actualmente es propiedad de Paul. Simon Burns y Yasmine Murphy trabajaron ahí como recepcionistas. Carla Marshall fue empleada del 2005 al 2007. Declan Napier fue el gerente general del hotel del 2007 al 2011 y Andrew Robinson trabajó ahí en el 2010.
| Actor         | Personaje     | Puesto | Duración                     |
| ------------- | ------------- | ------ | ---------------------------- |
| Stefan Dennis | Paul Robinson | Dueño  | 2005 - 2007, 2008 - presente |

#### Harold's Store
Es un café - Oficina de correo - Papelería; propiedad de Lou Carpenter y Harold Bishop. Originalmente fue propiedad de Daphne Lawrence después de que su abuelo Harry Henderson lo ganara el contrato de arrendamiento en un juego de póker, en ese entonces tenía el nombre de "Daphne's". A lo largo de la serie la tienda ha tenido varios propietarios entre ellos Madge Bishop e Isabelle Hoyland; así como nombres entre ellos "The Hungry Bite" cuando el propietario era Stephen Gottlieb, "The Holy Roll" cuando fue dirigido por Mark Gottlieb y "The Coffee Shop" cuando estuvo bajo la dirección de los Bishop. 
Al final de la temporada del 2004, Lou's Place se incendió y el café también se quemó, aunque no quedó totalmente destruida necesitó de grandes reparaciones y renovaciones. 
Harold e Isabelle terminaron su sociedad, así que él comenzó una nueva con Lou. Luego de reconstruir el Coffee Shop le dieron el nombraron de "The General Store", durante un tiempo Lou quiso llamarlo "GS". La tienda era propiedad de Paul Robinson, después de que abriera un café en el complejo Lassiter, que llevó a Lou y Harold a la quiebra. Sin embargo Lou, Harold y Mishka Schneiderova se las arreglaron para conseguir de vuelta la tienda engañando a Paul, haciéndole creer que esta necesitaba grandes reparaciones. Cuando Harold dejó Erinsborough, cedieron la tienda a Frazer Yeats y Marco Silvani, durante ese tiempo Lou trabajó para ellos. Luego Marco se convirtió en el único propietario luego de que Frazer se fuera a Italia con su esposa Rosetta "Rossie" Cammeniti. 
Luego Marco se asoció con Elle Robinson, con el fin de pagar la tarjeta de crédito de su esposa Carmella Cammeniti; luego de que Marco muriera en un incendio forestal Carmella heredó la tienda; sin embargo antes de irse a vivir a Portugal le cambió el nombre a "Harold's Store", ya que Harold creía que era más un café que una tienda. Anteriormente Elle fue la dueña de Harold's Store del  2008 al 2009. Harry Ramsay, Andrew Robinson y Jumilla Chandra trabajaron ahí del 2009 al 2010. Durante un corto tiempo Terry Kearney también trabajó ahí en el 2010. También trabajaron ahí Margie Chengatu, Kate Ramsay (2009) y Summer Hoyland (2010 - 2013) como meseras y Lou Carpenter como gerente. Lyn Scully fue dueña en el 2009. Vanessa Villante trabajó como chef del 2012 hasta su partida.

#### The Waterhole (previamente Charlie's)[5]
Es un bar - restaurante, originalmente propiedad de Paul Robinson y arrendado por Max e Isabelle "Izzy" Hoyland. Anteriormente llamado era "The Waterhole" y manejado por el administrador del hotel Lassiter. Sin embargo en 1995 Cheryl Stark se vio obligada a vender sus nuevas adquisiciones y decidió manejar el Bar-Restaurante independientemente. 

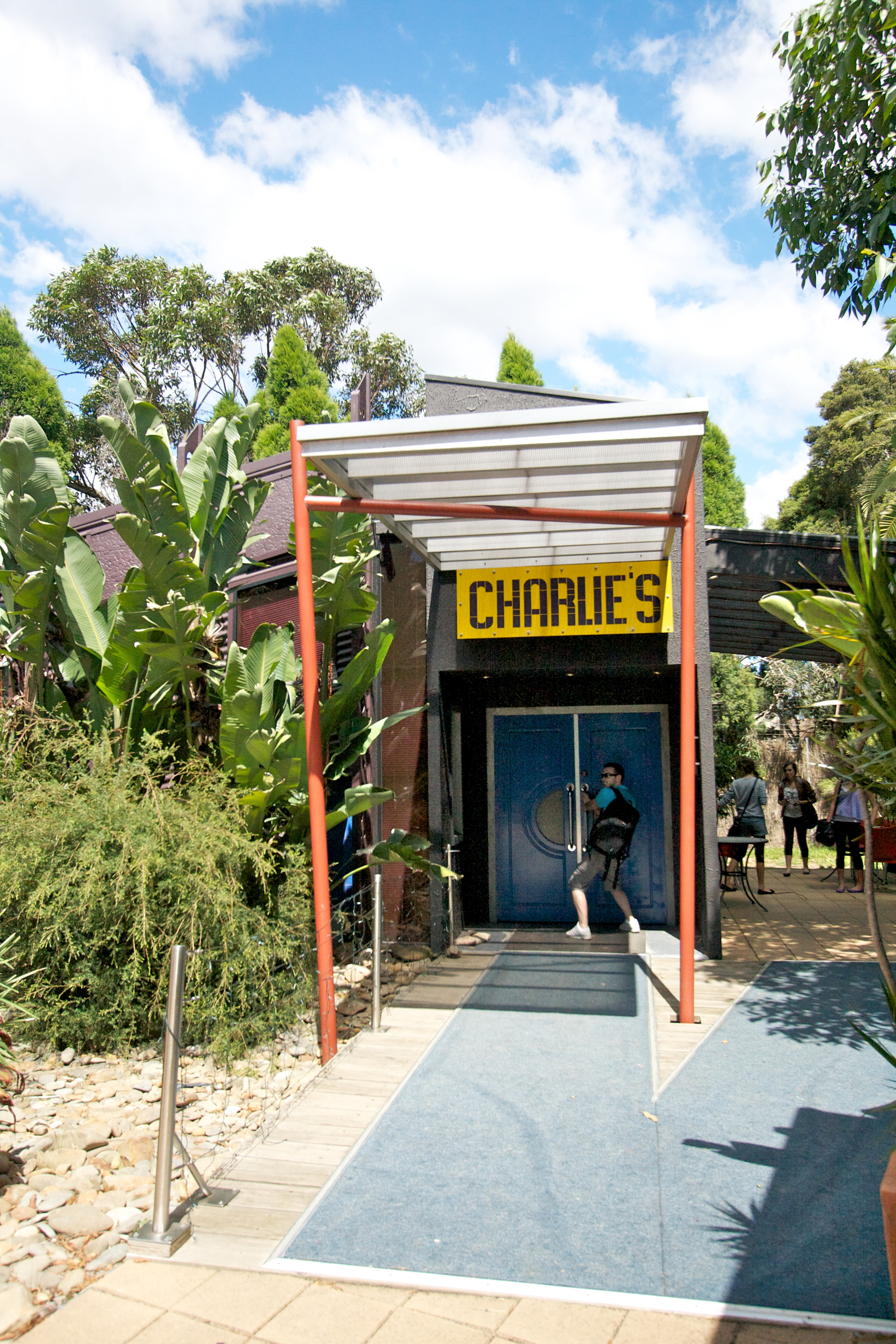
Parte exterior del bar "The Waterhole"

Entre 1994 y 1996 el bar se llamó "Chez Chez" en honor de Cheryl, pero después de su muerte Lou decidió hacer su propia marca y renombrarla como "Lou's Place". En el 2004 el lugar se incendió y quedó hecho cenizas junto al Cofffee Shop. Max Hoyland terminó su asociación con Lou y comenzó una con su hermana Izzy y juntos construyeron el "Scarlet Bar" en el lugar en donde se encontraba "Lou's Place" anteriormente. Originalmente Max lo quería llamar "Max-Iz", pero Izzy decidió cambiarle el nombre a último minuto y sin avisarle a su hermano.  
Como Max dejó Erinsborough, el bar - restaurante ahora es dirigido por su exesposa Steph Scully. Algunos residentes que han trabajado ahí han sido Will Griggs, Frazer Yeats, Boyd Hoyland y Ty Harper. En el 2007 Steph renovó el bar y lo llamó "Charlie's", en honor a su hijo. A finales del 2008 Steph le vendió el bar a Rebecca Napier, quien es la nueva propietaria y gerente de Charlie's. Rebecca Napier fue la gerente del 2008 hasta el 2011. Algunos de sus antiguos empleados han sido: Boyd Hoyland (2007), Valda Sheergold y Kirsten Gannon (2007 - 2008), Ty Harper (2008 - 2009), Lou Carpenter y Ringo Brown (2009), Declan Napier y Kyle Canning (2010 - 2011), Donna Freedman, Leigh "Nick" Nixon, Natasha Williams, Kim, Toby y Adrian (2010). Kate Ramsay fue gerente del 2012 hasta su muerte.
| Actor                | Personaje       | Puesto        | Duración        |
| -------------------- | --------------- | ------------- | --------------- |
| Stefan Dennis        | Paul Robinson   | Propietario   | 2012 - presente |
| Jordan Patrick Smith | Andrew Robinson | Copropietario | 2012 - presente |

### Otras Locaciones

#### Eden University
Es la principal universidad, donde varios de los residentes de Erincsotough han asistido. La universidad imparte varios curosos entre ellos entrenamiento para convertirse en maestros, periodismo, movimiento humano, diseño, área de salud, política, gerencia, entre otros... Entre sus antiguos estudiantes están Susan Kennedy (maestra), Libby Kennedy (periodismo), Toadfish Rebecchi (derecho), Ringo Brown (paramédico), Donna Freedman (diseño visual), Declan Napier (gerencia) y Zeke Kinski (política).
- Estudiantes.:

| Actor       | Personaje    | Duración        |
| ----------- | ------------ | --------------- |
| James Mason | Chris Pappas | 2012 - presente |

#### Erinsborough High School
Es la escuela secundaria de Erinsborough y West Waratah, donde asisten jóvenes entre 12 y 18 años. Karl Kennedy ha ido varias veces a la escuela para hablar con los jóvenes de diversos temas, durante el tiempo en que trabajó ahí como consejero fue acusado falsamente de tener una relación con la joven Janae Timmins. Tom Scully fue el director de la secundaria por un breve tiempo, Susan Kennedy fue la directora permanente antes de sufrir de amnesia como resultado de un accidente. También han trabajado ahí Dorothy Burke, Mike Young, Libby Kennedy, Paul Robinson, entre otros. La escuela también es utilizada para eventos comunitarios como el Serbian Youth Night.
- Personal.:

| Actor | Personaje       | Puesto                            | Duración        |
| ----- | --------------- | --------------------------------- | --------------- |
| -     | Robin Sanderson | Asociación de Padres y Profesores | 2008 - presente |

- Estudiantes.:

| Actor           | Personaje     | Duración        |
| --------------- | ------------- | --------------- |
| Jenna Rosenow   | Amber Turner  | 2013 - presente |
| Calen MacKenzie | Bailey Turner | 2013 - presente |
| Harley Bonner   | Joshua Willis | 2013 - presente |
| Ariel Kaplan    | Imogen Willis | 2013 - presente |

- Antiguos Directores.: Kenneth Muir, Dorothy Burke, Peter Knotts, Vincent Roland, Anne Teschendorf, Alan McKenna, Susan Kennedy, Candace Barkhamm, Tom Scully, Andrew Simpson y Dan Fitzgerald (2009), Michael Williams (2010 - 2012) y Priya Kapoor (2012 - 2013).
- Antiguos Directores Interinos.: Susan Kennedy (2005 - 2007); Libby Kennedy (2010) y Priya Kapoor (2011).
- Antiguos Maestros.: Mike Young, Lisa Elliott, Teresa "Tess" Bell, Evan Hancock, Dan Fitzgerald, Paul Robinson, Susan Kennedy, Heidi "Pepper" Steiger, Angus Henderson, Tim Ford y Libby Kennedy (2003 - 2004, 2007 - 2011); Kate Ramsay (2010 - 2014), Michael Williams (2012) y Lucas Fitzgerald (2010 - 2012).

#### Erinsborough Primary School
Es la principal escuela primaria de Erinsborough, algunos personajes que han asistido en el pasado son Lucy Robinson, Katie Landers, Toby Mangel, Hannah Martin, Lolly Allen, Emily Hancock, Summer Hoyland y  Ben Kennedy. Algunos de los residentes que han trabajado ahí como maestros han sido Kelly Katsis, Elaine Rushmore, Merridy Jackson y Genevieve "Eva" Doyle.

#### Erinsborough Hospital
El Hospital de Erinsborough es a donde los residentes acuden cuando necesitan atención médica. Algunos doctores (as) que han trabajado ahí han sido la ginecóloga Veronica Olenski (1998 - 2009), Peggy Newton (2007 - 2011), Doug Harris (2010 - 2011) y Rhys Lawson (2011 - 2013), el enfermero Aidan Foster (2012 - 2013), también han trabajado ahí Pam Willis, Dee Bliss, Darcy Tyler, Katya Kinski, Robert Robinson y Nicola West.
| Actor           | Personaje         | Puesto                        | Duración                                  |
| --------------- | ----------------- | ----------------------------- | ----------------------------------------- |
| Leo Taylor      | Brian Rode        | Director general del Hospital | 2009 - presente                           |
| Alan Fletcher   | Karl Kennedy      | Doctor                        | 1994 - 2006, 2008 - 2009, 2010 - presente |
| John Wood       | Martin Chambers   | Doctor                        | 2011 - presente                           |
| Glenda Linscott | Jessica Girdwood  | Doctora                       | 2011 - presente                           |
| Roger Neave     | Jeremy Levi       | Psiquiatra                    | 2004-presente                             |
| Saskia Hampele  | Georgia Brooks    | Enfermera                     | 2012 - presente                           |
| Mary Annegeline | Jodie Smith       | Enfermera                     | 2008 - presente                           |
| Georgia Bolton  | Danielle Paquette | Enfermera                     | 2012 - presente                           |
| Mark Raffety    | Darcy Tyler       | Personal                      | 2004-presente                             |

#### Erinsborough Police Station
Es la estación donde trabaja la policía metropolitana de Erinsborough, en la estación se han visto a varios residentes ya sea para visitar a un amigo, defender a un cliente o por ser arrestado por algún crimen. En el 2010 la estación de policía fue remodelada. Phil Rochford fue el superintendente de la estación en el 2011.
| Actor              | Personaje       | Puesto                     | Duración        |
| ------------------ | --------------- | -------------------------- | --------------- |
| Paul Ireland       | Duncan Hayes    | Superintendente de Policía | 2010 - presente |
| Jacqueline Brennan | Michaela Morris | Sargento Detective         | 2008 - presente |
| Kevin Summers      | Alec Skinner    | Detective Mayor            | 2009 - presente |
| Laura Hill         | Simone Page     | Oficial                    | 2008 - presente |
| Nick Riley         | Lee Davies      | Oficial                    | 2010 - presente |

- Antiguos Superintendentes: Phil Rochford.
- Antiguos Detectives': Mark Brennan (2010 - 2011)

#### Fitzgerald Motors
Anteriormente conocido como "Carpenter's Mechanics" es el taller mecánico donde los residentes llevan sus coches cuando necesitan arreglarlos. Originalmente era propiedad de Lou Carpenter y Ben Atkins. Drew Kirk compró el negocio. 

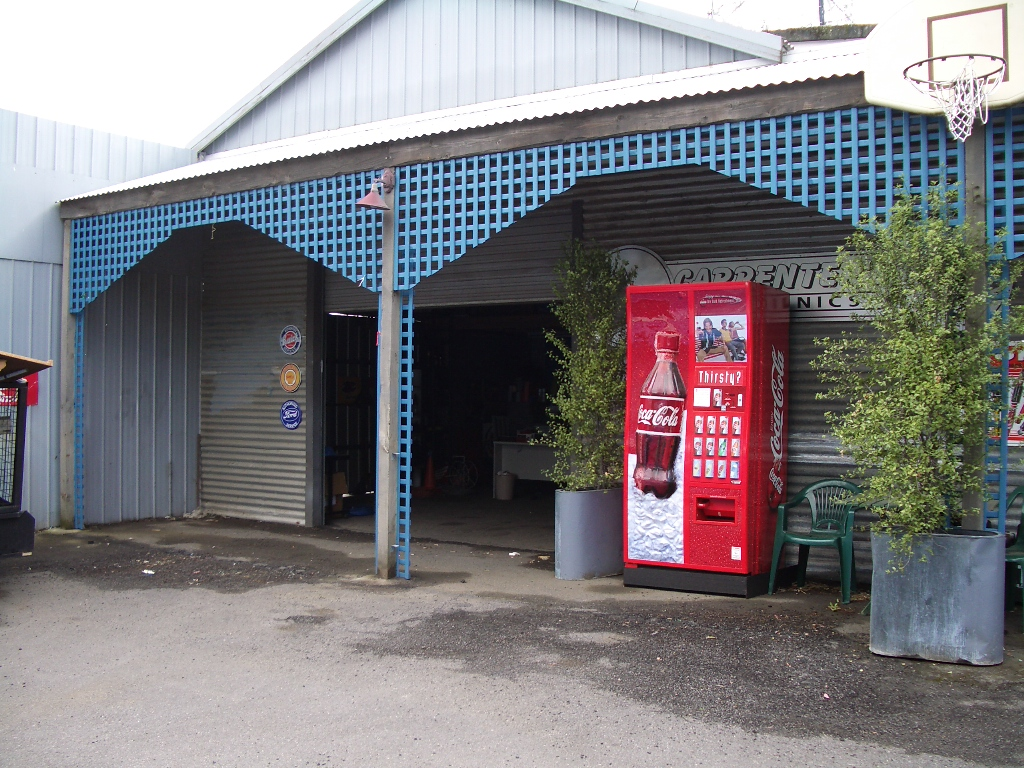
Taller Mecánico "Carpenter's"

Lou le dio a su ahijado Ben Kirk parte de su cuota como regalo de bautizo. La esposa de Drew, Libby Kennedy la heredó luego de la muerte de su esposo. Stuart Parker, Christine Rodd y Stephanie Scully trabajaron ahí y Janae Timmins lo dirigió hasta que se fue a Cairns. Poco después Ned Parker lo dirigió antes de mudarse a Perth. Antes era propiedad de Elle Robinson, actualmente es dirigido por Lucas Fitzgerald. 
Anteriormente la dueña del lugar fue Elle Robinson. Stephanie Scully fue la gerente del taller (2004 - 2007, 2009 - 2010). 

En el 2010 al taller se le añadió un lote de carros usados llamado "Dial-A-Kyle" anteriormente conocido como "Erinsbotough Motors", el cual fue comprado por Lou en agosto del mismo año, poco después Lou contrató a Callum como castigo para que trabajara como limpiador y más tarde contrató a Kyle Canning para que sea el gerente de ventas. En el 2011 Kyle se convirtió en dueño junto con Lou del taller y su primo Dane trabajó un tiempo ahí. 

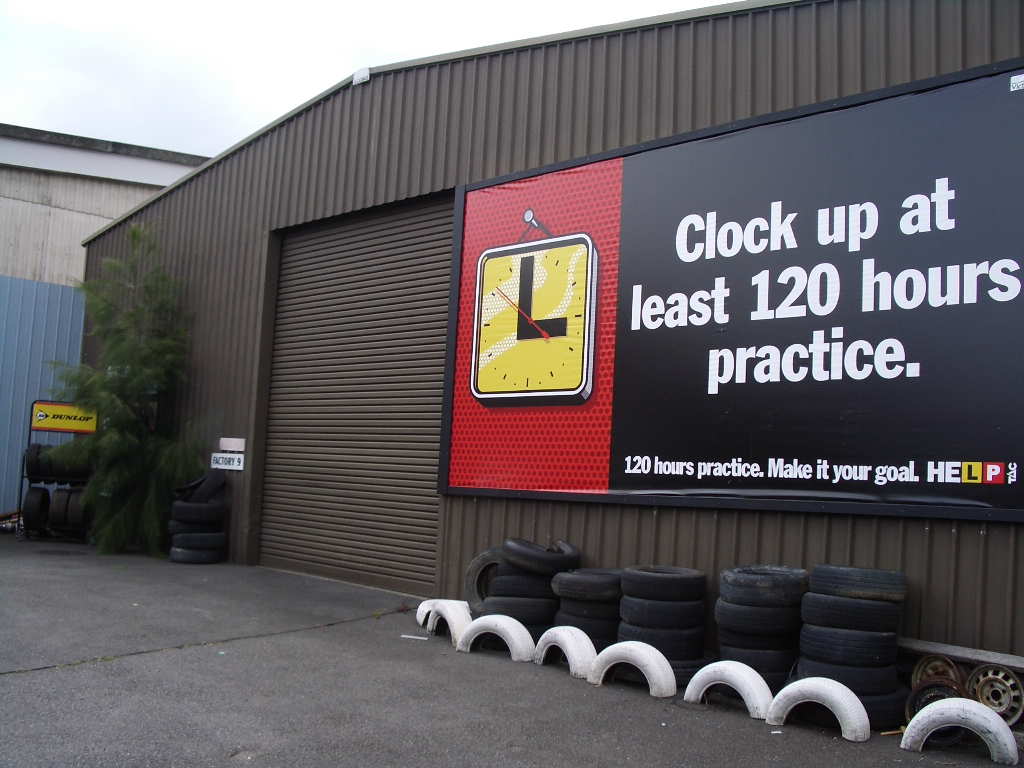
Taller de Lote de Autos "Erinsborough Motors".

Lucas Fitzgerald fue el dueño, gerente y trabajó como mecánico del 2008 - 2013.
| Actor       | Personaje    | Puesto   | Duración        |
| ----------- | ------------ | -------- | --------------- |
| James Mason | Chris Pappas | Empleado | 2011 - presente |

- Dial-A-Kyle.:[11]

| Actor                | Personaje     | Puesto | Duración        |
| -------------------- | ------------- | ------ | --------------- |
| Tom Oliver           | Lou Carpenter | Dueño  | 2010 - presente |
| Christopher Milligan | Kyle Canning  | Dueño  | 2011 - presente |

#### Off Air (previamente PirateNet)
Off Air es un bar propiedad de Paul Robinson y manegado por su sobrino Daniel Robinson.
Anteriormente fue una estación de radio clandestina, que ahora ha sido convertida en una estación comercial por su dueño Paul Robinson. Algunos residentes que han trabajado ahí han sido Karl Kennedy, Virginia Kay y Sunny Lee. La estación está ubicada en un almacén cerca del parque. Piraite Net apareció por primera vez en el 2009 cuando la gerente de la estación Melissa le dio un trabajo a Zeke Kinski. Zeke transmite su programa bajo el alias de Lost Boy y en el 2010 reveló su verdadera identidad. Ese mismo año Rebecca Napier trabajó ahí como la jefa ejecutiva. Paul fue dueño de la estación del 2009 hasta el 2010. Actualmente el lugar es propiedad de Erinsborough & District Schools.
Algunas de las estrellas invtadas a la estación han sido la cantante Lily Allen.
| Actor         | Personaje       | Puesto  | Duración        |
| ------------- | --------------- | ------- | --------------- |
| Stefan Dennis | Paul Robinson   | Dueño   | 2010 - presente |
| Tom Phillips  | Daniel Robinson | Gerente | 2010 - presente |

- Antiguos Gerentes: Melissa Evan (2009 - 2010), Zeke Kinski (2010 - 2011).
- Antiguos Presentadores y DJ's: Zeke Kinski (2009 - 2011), Donna Freedman (2010), , Leigh Drysdale (2010), Karl Kennedy (2009, 2010), Virginia Kay (2009), Sunny Lee (2009), Sophie Ramsay y Callum Jones.
- Invitados: Lily Allen (2010).

#### Men's Shed
Algunos de sus antiguos miembros han sido Ringo Brown, Zeke Kinski, Declan Napier,  Mark Brennan y Michael Williams.
| Actor         | Personaje         | Puesto     | Duración        |
| ------------- | ----------------- | ---------- | --------------- |
| Scott Major   | Lucas Fitzgerald  | Presidente | 2010 - presente |
| Alan Fletcher | Karl Kennedy      | Tesorero   | 2010 - presente |
| Ryan Moloney  | Toadfish Rebecchi | Miembro    | 2011 - presente |
| Tom Oliver    | Lou Carpenter     | Miembro    | 2010 - presente |

#### Dingoes' Den Football & Sporting Club
Anteriormente conocido como "Eastside Dingoes Gym" es el gimnasio local. Algunos de los residentes que han trabajado ahí han sido Bridget Parker, Ty Harper, Justin Hunter y Harry Ramsay. Actualmente varios de los residentes de la calle Ramsay van ahí al igual que los integrantes del equipo de fútbol local. En julio del 2010 Chris Pappas comenzó a trabajar como asistente del gimnasio hasta el 2011 y Jade Mitchell fue entrenadora del 2011 al 2012.

#### Sonya's Nursery
Anteriormente era el Community Gardens and Allotments, es el jardín donde Sonya vende flores y plantas a los miembros de la comunidad.
| Actor     | Personaje      | Puesto | Duración        |
| --------- | -------------- | ------ | --------------- |
| Eve Morey | Sonya Mitchell | Dueña  | 2011 - presente |

### Antiguas y otras ubicaciones

#### Rebecchi Legal
La oficina legal de Toadfish Rebecchi y anteriormente de Rosetta "Rosie" Cammeniti. Rebecca Napier trabajó ahí como secretaria, también trabajaron ahí Samantha Fitzgerald y Diana Murray. Originalmente era una sucursal del bufete de abogados de Tim Collins, antes de eso era la oficina principal de "The Daniels/Robinson Corporation" y el negocio de limosinas "Home James", Toadie y Rosie trabajaron ahí hasta que se rebelaron contra su jefe y crearon su propia empresa. Rosie más tarde se fue a Italia y fue reemplazada temporalmente por Sam.
Del el 2007 al 2011 Toadfish fue el dueño de la firma, antes de pasarse a trabajar a la firma "Simmons and Colbert". En el 2012 el concejal y abogado Ajay Kapoor alquiló la oficina. Ajay Kapoor trabajó ahí como abogado del 2012 hasta el 2013.

#### Erinsborough News
En el 2010 las oficinas se reubicaron como parte del complejo Lassiter, ocupando el espacio en donde se encontraba la antigua clínica veterinaria la cual había quedado vacante después de la salida del veterinario Steve Parker en el 2009. En el 2010 las nuevas oficinas se trasladaron al complejo del Lassiter, Summer Hoyland trabajó ahí como reportera (2011 - 2013).
| Actor            | Personaje     | Puesto                 | Duración    |
| ---------------- | ------------- | ---------------------- | ----------- |
| Stefan Dennis    | Paul Robinson | Dueño y Editor         | 2010 - 2013 |
| Jackie Woodburne | Susan Kennedy | Reportera y Columnista | 2010 - 2013 |

#### Erinsborough Medical Centre
Al inicio el edificio solía ser la oficina de Paul en el hotel Lassiter y la oficina de negocios de Helen Daniels llamada "Home James", luego fue comprado por Karl Kennedy y convertido en un centro médico. En el 2003 el consultorio médico se encontraba en el mismo edificio que la firma de abogados. Darcy Tyler solía trabajar ahí, después de que Karl dejó la medicina, el consultorio fue dirigido durante un tiempo por la falsa doctora Charlotte Stone, hasta que esta fue descubierta. Desde entonces el edificio se convirtió únicamente en la oficina de abogados.

#### Warrinor Prison
Esta prisión es el centro de detención masculina. Algunos de los residentes que han estado en la cárcel han sido Lou Carpenter, Darcy Tyler, Larry Woodhouse, Mitch Foster, Kev Kelly, Dylan Timmins, Stingray Timmins, Cameron Robinson, Angus Henderson y Steve Parker. Actualmente Rocco Cammenitti se encuentra cumpliendo su condena por varios delitos. Steve Bates, Adam Buxton e Steve Lee han trabajado en la prisión como oficiales.
| Actor             | Personaje           | Acusación  | Duración      |
| ----------------- | ------------------- | ---------- | ------------- |
| Robert Forza      | Rocco Cammeniti     | Prisionero | 2004-presente |
| Mike Frencham     | Glen Richards       | Prisionero | 2004-presente |
| Richard Cawthorne | Reuben "Roo" Hausam | Robo       | 2005-presente |

#### Goodwood Prison
Es el centro de detención femenina donde las prisioneras están en espera de un juicio o en prisión luego de la sentencia. Sky Mangel pasó un tiempo en la cárcel después de ser acusada de asesinato, pero fue puesta en libertad cuando capturaron al verdadero asesino. Algunas prisioneras son Mary Casey, Krystal McCoy, Linda Freedman, Emma Gould y Charlotte Stone. Patty Monaghan, Laura Sharp y Amy Hayes han trabajado en la prisión como oficiales. En el 2010, Stephanie Scully fue sentenciada a pasar seis años en prisión después de ser encontrada culpable de la muerte de Ringo Brown, poco después Stephanie fue llevada a una cárcel en Béndigo.

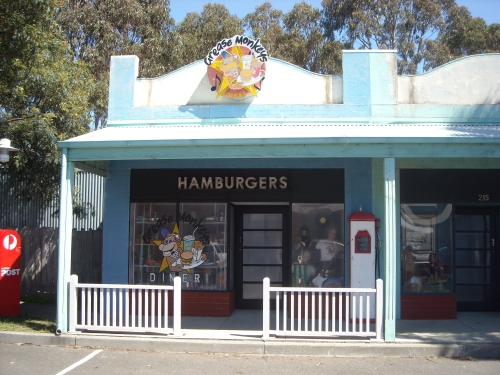
Restaruante Grease Monkeys

| Actor          | Personaje       | Prisioneras | Duración        |
| -------------- | --------------- | ----------- | --------------- |
| Rowena Wallace | Mary Casey      | Prisionera  | 2007 - presente |
| Freya Nielsen  | Krystal McCoy   | Asesinato   | ¿? - presente   |
| Michelle Hall  | Linda Freedman  | Prisionera  | ¿? - presente   |
| Maree Mulcahy  | Emma Gould      | Secuestro   | ¿? - presente   |
| Rachel Gordon  | Charlotte Stone | Estafadora  | 2007 - presente |

#### Grease Monkeys
Grease Monkeys es el restaurante de comida rápida de Erinsborough, donde muchos de los jóvenes van a comer. Originalmente era propiedad de Madge y Harold Bishop, algunos de sus empleados fueron Felicity Scully, Tad Reeves, Sky Mangel y Stephanie Scully. En el 2009 Ken O'Connell era el gerente del restaurante. 
En el 2011 volvió a aparecer cuando Summer Hoyland, Andrew Robinson, Natasha Williams y Sophie Ramsay. fueron a cenar ahí.
| Actor        | Personaje    | Puesto  | Duración        |
| ------------ | ------------ | ------- | --------------- |
| Andrew Percy | Ken O'Connel | Gerente | 2009 - presente |

#### Veterinary Clinic
La clínica veterinaria es propiedad de Steve Parker y se encuentra donde anteriormente estaba el salón de belleza "A Good Hair Day". Algunos de sus antiguos empleados son Ales Hanson, Miranda Parker, Riley Parker y Bridget Parker.
En el 2007 Steve Parker era el dueño del lugar, sin embargo dejó Erinsborough junto a su esposa cuando su hija Bridget murió.

#### Bounce
Una tienda de ropa de natación y surf de Toadfish Rebecchi. Connor O'Neill trabajó ahí; Serena Bishop se asoció con Toadie poco antes de que muriera en un accidente de avión. Poco después la tienda cerró.

#### A Good Hair Day Salon
A Good Hair Day, fue un salón de belleza propiedad de Gino Esposito. En el trabajaron Felicity Scully, Lyn Scully y Janelle Timmins. El salón ocupaba una parte del ala norte del edificio del hotel. Recientemente Steve Parker compró el edificio y lo convirtió en una clínica veterinaria

## Suburbios que rodean Erinsborough
- Eden Hills - es el suburbio rico que se encuentra cerca de Erinsborough. En este suburbio están la costosa escuela privada, Eden Hills Grammar y la Universidad Eden. La universidad fue vista de nuevo en el 2010 cuando Donna Freedman, Declan Napier, Zeke Kinski y Kate Ramsay comenzaron a asistir. A la universidad se le añadió una sala y una cafetería en la azotea.

Algunos de los residentes que han asistido a la Universidad Eden han sido Libby Kennedy, Malcolm Kennedy, Stonefish Rebecchi, Jen Handley, Cody Willis, Toadfish Rebecchi, Anne Wilkinson, Lance Wilkinson, Joel Samuels, Tad Reeves, Maggie Hancock, Boyd Hoyland, Sky Mangel y Stingray Timmins. 

Algunos de los residentes que han asistido a la escuela Hills han sido Donna Freedman y Serena Bishop.
- West Waratah - es el vecindario pobre que se encuentra cerca de Erinsborough. Ahí se encuentra el Parque de Caravanas donde Lou Carpenter y la familia Timmins han vivido.
- Ansons Corner y Elliot Park - suburbios cercanos a Erinsborough, en los primeros años de la serie era mencionado con frecuencia.
- Miller Street - este vecindario fue el anfitrión del centro comunitario, el cual fue visto a finales de 1994 hasta mediados de 1998.
- Erinsborough West - otros suburbios que rodean Erinsborough.